# Ровінарі
Ровінарі (рум. Rovinari) — місто у повіті Горж в Румунії.
Місто розташоване на відстані 238 км на захід від Бухареста, 17 км на південний захід від Тиргу-Жіу, 82 км на північний захід від Крайови.

## Населення
За даними перепису населення 2002 року у місті проживали 12 509 осіб.
Національний склад населення міста:
| Національність | Кількість осіб | Відсоток |
| -------------- | -------------- | -------- |
| румуни         | 12457          | 99,6%    |
| цигани         | 28             | 0,2%     |
| угорці         | 20             | 0,2%     |
| німці          | 2              | < 0,1%   |
| українці       | 1              | < 0,1%   |
| італійці       | 1              | < 0,1%   |

Рідною мовою назвали:
| Мова       | Кількість осіб | Відсоток |
| ---------- | -------------- | -------- |
| румунська  | 12483          | 99,8%    |
| угорська   | 18             | 0,1%     |
| циганська  | 6              | < 0,1%   |
| німецька   | 1              | < 0,1%   |
| італійська | 1              | < 0,1%   |

Склад населення міста за віросповіданням:
| Релігія                                       | Кількість осіб | Відсоток |
| --------------------------------------------- | -------------- | -------- |
| православні                                   | 12094          | 96,7%    |
| римо-католики                                 | 119            | 1,0%     |
| п'ятдесятники                                 | 56             | 0,4%     |
| баптисти                                      | 21             | 0,2%     |
| адвентисти                                    | 19             | 0,2%     |
| реформати                                     | 14             | 0,1%     |
| греко-католики                                | 14             | 0,1%     |
| лютерани                                      | 7              | 0,1%     |
| не релігійні                                  | 4              | < 0,1%   |
| атеїсти                                       | 3              | < 0,1%   |
| лютерани (Синодально-пресвітеріанська церква) | 1              | < 0,1%   |
| не вказали релігію                            | 3              | < 0,1%   |

## Зовнішні посилання
- Дані про місто Ровінарі на сайті Ghidul Primăriilor